# Атанас Шопов (щангист)
Вижте пояснителната страница за други личности с името Атанас Шопов.
Атанас Христосков Шопов е български състезател по вдигане на тежести.

## Биография
Роден е на 4 октомври 1951 година в пазарджишкото село Добровница. На летните олимпийски игри в Мюнхен през 1972 печели сребърен медал по вдигане на тежести в категория до 90 кг. На следващите игри в Монреал печели бронзов медал. Бронзов медалист е от европейското първенство по вдигане на тежести в София през 1971 година, сребърен медалист от европейското първенство през 1972 и отново бронзов медалист от европейското през 1973 година.